# Атлас української мови

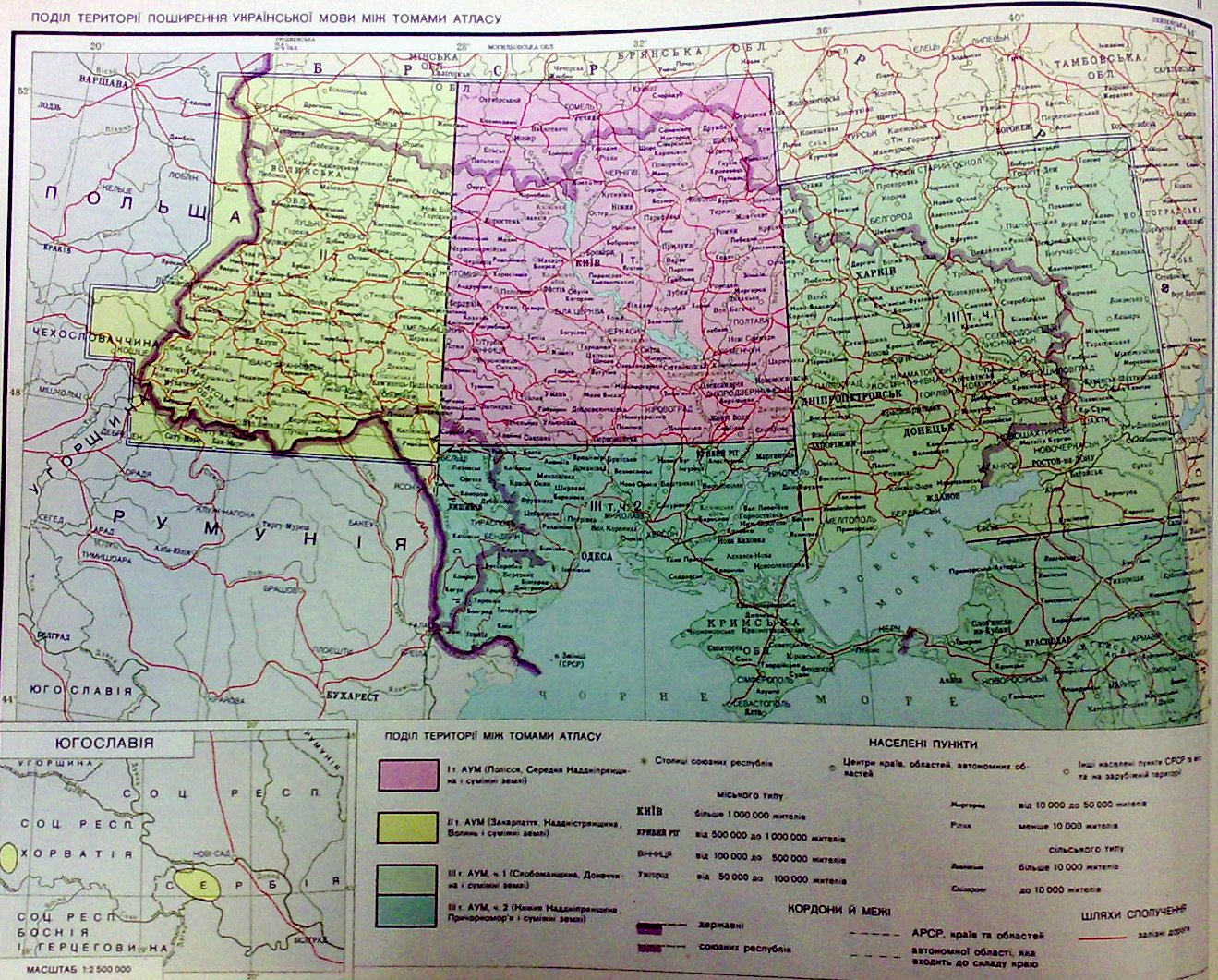
Поділ території поширення української мови між томами атласу

«Атлас української мови» (скорочено АУМ) — зібрання лінгвістичних карт, на яких відбито поширення явищ української мови на всій території її побутування, загальномовний національний атлас. Виданий у Києві у 3 томах (т. 1, 1984; т. 2, 1988; т. 3 у 4 частинах, 2001).

## Автори
- Матвіяс Іван Григорович — доктор філологічних наук, провідний науковий співробітник Інституту української мови НАН України
- Прилипко Надія Павлівна — кандидат філологічних наук, колишній старший науковий співробітник Інституту української мови НАН України
- Григорчук Лідія Михайлівна — доктор філологічних наук, колишній старший науковий співробітник Інституту українознавства імені І. Крип'якевича НАН України
- Жилко Федот Трохимович — доктор філологічних наук
- Закревська Ярослава Василівна — доктор філологічних наук
- Варченко Іван Олексійович — кандидат філологічних наук
- Залеський Антін Миколайович — кандидат філологічних наук
- Марчук Ніна Йосипівна — кандидат філологічних наук
- Назарова Тетяна Вікторівна — кандидат філологічних наук

## Структура
В АУМ поєднано карти регіональні, які відбивають протиставлення, диференціацію мовних явищ у межах окремих зон (Полісся, Середня Наддніпрянщина і суміжні землі — т. 1; Волинь, Наддністрянщина, Закарпаття і суміжні землі — т. 2; Донеччина, Слобожанщина і суміжні землі — т. З, ч. 1; Нижня Наддніпрянщина, Причорномор'я і суміжні землі — т. З, ч. 2), і карти загальноукраїнські, на яких подано найважливіші протиставні явища у межах поширення української мови в цілому (т. З, ч. 3).
Систематизація карт здійснена за мовними рівнями: фонетичні, морфологічні, лексичні, семантичні, синтаксичні, акцентологічні. В кінці кожного тому — ізоглосні карти ареалів.
АУМ вміщує також допоміжні карти — адміністративно-політичного устрою етномовної території на різних хронологічних зрізах, діалектного поділу української мови та ін. Кожна мовна карта має легенду і коментар.
В «Атласі…» подано транскрипцію, список обстежених населених пунктів, список експлораторів, некартографовані матеріали, зібрані за «Програмою…» (т. З, ч. 4).
В АУМ розроблена і використана методика накладання ареалів генетично й структурно пов'язаних елементів мови, здійснено картографування структурно пов'язаних явищ і парадигм як цілостей. Об'єднання різнотипних карт (1093 зональних і 53 загальноукраїнських) дало змогу обґрунтувати діалектне членування української мови, виявити межі окремих явищ і діалектів, встановити характер міждіалектної, частково — міжмовної взаємодії станом на середину 20 ст. Спеціальними картографічними засобами послідовно відбито діалектні елементи, спільні з літературною мовою, що дало змогу вперше лінгвогеографічними засобами виявити діалектну основу структур, елементів явищ літературної мови.

## Історія створення
Створенню АУМ передували описові праці з української діалектології, у яких зафіксовано основні риси українських діалектів.
Метою підготовки АУМ було з'ясування диференціації української діалектної мови, окреслення меж поширення її основних рис, вивчення характеру розвитку в сучасних говірках явищ прото-, давньо- і староукраїнської мови, виявлення діалектної основи літературної мови.
Відносно рівномірно представлено говірки двох типів — старожитні (мережа згущена) і новожитні південні і південно-східні (мережа розріджена. Зіставність матеріалу забезпечено обстеженням говірок за єдиним питальником діалектологічним — «Програмою для збирання матеріалів до діалектологічного атласу української мови» (К., 1949).
«Програма…» охоплює 464 питання, найбільше — з фонетики і словозміни, менше — з лексики, словотвору, синтаксису, фразеології. Таке масове одночасне обстеження українських говірок за єдиною програмою здійснено вперше (1949—1974).
Робота над АУМ розпочалася з кінця 30-х років 20 століття. На основі програм запису говорів, що існували в українському мовознавстві, в 1940 році надруковано на гектографі «Питальник для збирання діалектного матеріалу української мови», метою якого був збір матеріалу для лінгвогеографічного дослідження української мови. Продовж 1940 року цей питальник перевірявся в польових роботах, потім він доповнювався і вдосконалювався.
Трохи раніше розпочалась праця над діалектологічним атласом у західних областях України. У 1935 році було складено «Квестіонар до лінгвістичного атласу української мови», що охоплював лексику і морфологію. За цим питальником обстежено ряд говірок у Галичині й на Волині, почалось навіть картографування зібраних матеріалів.
У травні 1941 року в Києві відбулась I Республіканська діалектологічна нарада, на якій ухвалено збирати матеріал для лінгвогеографічного дослідження мови на всіх українських землях, для створення загальнонаціонального лінгвістичного атласу.
Німецько-радянська війна перервала роботу над лінгвістичним атласом української мови, зібрані матеріали зникли. Відновлення праці розпочалося у 1946 р., коли в «Наукових записках» Інституту мови і літератури АН УРСР, т. II, було надруковано частину «Питальника для складання діалектологічного атласу української мови». Того ж року в Ужгороді вийшов друком регіональний «Питальник для збирання діалектного матеріалу українських говірок Закарпаття».
Протягом 1946—1948 рр. в Одесі було видано регіональні анкети під назвою «Матеріали до діалектологічного атласу українських говорів Одеської області, ч. I Лексика, ч.II Синтаксис, ч. III Морфологія, ч. IV Фонетика і наголос». За названими питальниками зібрано певну кількість матеріалу, що було підготовчим етапом у складанні АУМ.
Початок безпосередньої праці над АУМ датується 1948 роком, у якому відбулася II Республіканська діалектологічна нарада в Києві. На цій нараді обговорено і схвалено «Програму для збирання матеріалів до діалектологічного атласу української мови» (автор Б. О. Ларін), того ж року її опубліковано. Ця програма складена на основі попередніх програм запису українських говорів, зокрема К. Михальчука і А. Кримського та К. Михальчука і Є. Тимченка, з урахуванням досвіду складання питальника до атласу російської мови.
Після перевірки в польових умовах у 1949 році на III Республіканській діалектологічній нараді в Києві Програму було обговорено вдруге. У зміненій редакції вона вийшла друком того ж року. За цим виданням і був зібраний матеріал до АУМ.

## Поділ мовної території в АУМ
Спершу в АУМ українська мовна територія була розчленована на чотири частини. Але в процесі праці над атласом членування території української мови зазнало змін. На II Республіканській діалектологічній нарада (1948 р.) було визначено шість частин, яким мали відповідати шість томів атласу. Планувалось усі шість томів атласу складати у відповідних центрах: I — в Інституті мовознавства АН УРСР, решту томів в університетах: II — у Чернівецькому, III — у Львівському, IV — у Дніпропетровському, V — у Харківському, VI — в Одеському. Протягом 1948 року відбулись міжобласні діалектологічні наради у Львівському, Одеському й Чернівецькому університетах, на яких ішлося про організацію записування матеріалів у відповідних квадратах.
Під час пробного картографування матеріалів з першого квадрата з'ясувалось, що поділ на шість частин надто подрібнює українську мовну територію. Тому на V Республіканській діалектологічній нараді (1951 р.) ухвалено поділити українську мовну територію на чотири частини, яким мали відповідати томи атласу. Згодом було вирішено III I IV квадрати, що охоплюють переважно новостворені говори і тому виявляють невиразну діалектну диференціацію, об'єднати в одному томі атласу. Таким чином, остаточно Атлас української мови складається з трьох томів.

## Населені пункти
АУМ охоплює 2 459 населених пунктів, які репрезентують усі говори в межах України, окремі говірки суміжніх територій (Молдови, Румунії, Словаччини, Польщі, Білорусі, Росії) та острівні переселенські говірки колишньої Югославії.

## Том І
Виданий у Києві 1984 року. I том АУМ (Полісся, Середня Наддніпрянщина і суміжні землі) охоплює територію між 28° і 35° східної довготи і від межі з білоруською мовою на півночі до 48° північної широти на півдні, куди входять області: більша (східна) частина Житомирської, Київська, Чернігівська, більша (західна) частина Сумської, більша (східна) частина Вінницької, Черкаська, більша (західна) частина Полтавської, майже вся Кіровоградська, частина Дніпропетровської, невелика північна частина Одеської і Миколаївської та незначна західна частина Харківської. До І тому АУМ входить також невеличка частина Гомельської області БРСР і Курської області РРФСР.

## Том ІІ
Виданий у Києві 1988 року. II том АУМ охоплює досить масивний ареал говорів — західну частину старожитніх говорів української мови, що межують на заході — польською і словацькими мовами, на півночі — з білоруською, на півдні — з угорською, румунською і молдавськими мовами. Уся сітка тому охоплює 685 населених пунктів, з яких 584 — на території України у межах Волинської, Рівненської, Львівської, Тернопільської, Закарпатської, Івано-Франківської, Чернівецької, Хмельницької та західних районів Вінницької й Житомирської областей, а також населені пункти за межами України — на території Білорусі (35 нас. пп.), Молдови (13 нас. пп.), Польщі (14 нас. пп.), Словаччини (18 нас. пп.), Румунії (3 нас. пп.), Югославії (3 нас. пп.). Усього за межами України — 101 населений пункт.

##### Карти
II том АУМ має ряд специфічних відмінностей у деяких принципах та засобах картографування, зумовлених своєрідністю основного масиву матеріалу досліджуваної місцевості. Адже говори даного ареалу мають ряд особливостей, спричинені історичними фактами та подіями.
Ця частина України перебувала під впливом багатьох мов (польської, угорської, частково німецької, румунської) та закумулювала численні лексичні, акцентуаційні, синтаксичні, фонетичні ознаки мови-субстрата.
Значна частина карт II тому відзначається максимально повною інформаційною наповненістю. Збільшилася кількість карт, виконаних способом накладання ареалів структурно або генетично пов'язаних між собою. Збільшилася кількість картографованих елементів, розширилося зображення функціонування нормативів та діалектизмів у межах двох кольорів — червоного, яким позначалися слова, тотожні або наближені до сучасної літературної норми, та чорним — діалектні відповідники даних явищ, форм, назв.
Матеріал карт II тому АУМ, так само, як і дані I та III томів, підтверджує традиційний поділ української діалектної території на три сучасних наріччя: північне, південно-західне і південно-східне.
II том АУМ — не перша спроба дослідження західних говорів методом лінгвогеографії, але то були зусилля окремих дослідників, які вивчали
тільки невеликі діалектні території і до того ж не охоплювали фактичного матеріалу всіх мовних рівнів. АУМ — це єдиний у своєму роді
повний, максимально точний та детальний звід діалектних явищ на території Західної України та суміжних з нею областей.
Матеріал до II тому був записаний науковими працівниками відділу мовознавства Інституту суспільних наук АН УРСР, відділу діалектології Інституту мовознавства АН УРСР, викладачами, студентами університетів: Чернівецького, Львівського, Ужгородського, Вінницького, Луцького, Дрогобицького та ін.

## Том ІІІ
Том III завершує видання першої в історії українського мовознавства праці, в якій на лінгвістичних картах відтворено важливі протиставлення виявів української діалектної мови на всьому просторі її функціонування; скартографовано відмінності українських діалектів на фонетичному, акцентному, граматичному, лексичному та словотвірному рівнях.
У ІІІ томі «Атласу» відображено діалектні відмінності у межах двох діалектних зон — південно-східної (Слобожанщина і суміжні землі) та південної (Степова Україна), а також синтез інформації усіх трьох томів «Атласу».

### Том III, ч.1
Ареал 1-ї частини становлять Донеччина, Слобожанщина і суміжні землі; він охоплює територію на схід від 35° східної довготи, тобто Донецьку, Луганську, майже всю Харківську області, східну частину Сумської, Полтавської, Дніпропетровської і Запорізької областей. У цій частині скартографовано українські говірки також на території південної частини Курської, Бєлгородської і Воронезької областей та західної частини Ростовської області Росії.

### Том III, ч.2
Ареал 2-ї частини становлять Нижня Наддніпрянщина, Причорномор'я і суміжні землі; він охоплює територію на південь 48° північної широти до Чорного й Азовського морів, на сході територія 2-ї частини тому сягає 35° східної довготи, а на заході доходить до етнографічної межі з молдовським і румунським народами. Таким чином, до цієї частини атласу входять більша частини Одеської і Миколаївської областей, південна частина Кіровоградської і Дніпропетровської, західна частина Запорізької та вся Херсонська й Кримська області. Тут скартографовано також українські говірки в Краснодарському краї Росії і у Республіці Молдова.

## Відзнаки
2006 року за роботу над атласом колективу авторів була присуджена Державна премія України в галузі науки і техніки.

## У мережі
- «Атлас української мови» на сайті Інституту мовознавства ім. О. О. Потебні [Архівовано 18 серпня 2013 у Wayback Machine.]
- «Атлас української мови» на сайті Інтернет-архів